# Anime
Animé
Pour l’article homonyme, voir AniMe (DJ).
Ne doit pas être confondu avec manga.
Un anime,, ou animé (アニメ), également appelé parfois japanime ou japanimation, est une série d'animation ou un film d'animation en provenance du Japon souvent adapté d'un manga. C'est le diminutif du mot animēshon (アニメーション), lui-même transcription de l'anglais animation,,.
Alors que les toutes premières animations japonaises connues datent de 1917 et qu'un bon nombre de dessins animés originaux sont produits durant les décennies suivantes, la caractéristique et le style anime se développent durant les années 1960 (notamment grâce aux travaux d'Osamu Tezuka) et se popularisent hors des frontières du Japon durant les années 1970 et 1980.
L'animé, comme le manga, jouissent d'une grande audience au Japon et sont facilement reconnaissables dans le monde entier. Les distributeurs peuvent diffuser un animé par le biais de chaînes télévisées, par vidéo, au cinéma ou encore en streaming.

## Terminologie
Au Japon, le premier terme utilisé pour désigner les œuvres d'animation est senga eiga (film dessiné),, considéré comme un genre particulier du cinéma, et non un art distinct. Avec la popularisation du manga, le terme manga eiga (漫画映画) (film de manga) apparaît dans les années 1920 pour désigner une œuvre d'animation scénarisée, tandis que senga eiga devient un terme technique désignant l'aspect graphique. Dōga eiga (film d'animation) est un des synonymes de manga eiga, apparu en 1937. Le premier spécialiste japonais à distinguer clairement cinéma et animation est Taihei Imamura dans les années 1940.
Après la Seconde Guerre mondiale, l'apparition de séries télévisées à bas coût (Astro Boy (1963) étant la première) introduit un nouveau terme, terebi manga (manga télévisé), usité jusque dans les années 1980, en opposition à manga eiga désignant alors plutôt le cinéma d'animation.
Le terme animēshon, écrit en katakana, apparaît également après-guerre, dérivé du mot anglais animation sous l'occupation américaine ou, selon une autre théorie, du français dessin animé. Son diminutif anime se diffuse dans les années 1960 et 1970, supplantant définitivement manga eiga et terebi manga dans la décennie 1980,. Le terme reflète essentiellement la profonde modification de la production d'animation après-guerre portée par le studio Toei Animation, avec deux grands axes : les longues séries télévisées commerciales à bas coût dont Astro Boy reste l'archétype, et les longs-métrages d'animation sur le modèle de Disney. Les changements relèvent aussi de l'appropriation de techniques d'animation modernes permettant une production massive, rapide et peu onéreuse, comme la généralisation du celluloïd et l'animation limitée. Ainsi, l’anime se définit aussi comme un marqueur temporel pour les spécialistes, délimitant l'avant et l'après Astro Boy dans l'animation japonaise,.
Au Japon, anime signifie animation au sens large, y compris étrangère, et couvre tous les supports (films, séries télévisées, OVA). En Occident, le terme anime désigne spécifiquement l'animation japonaise,,. Les réalisateurs Isao Takahata et Hayao Miyazaki préfèrent toutefois définir leurs longs métrages d'animation comme des manga eiga, en opposition aux animes télévisés de moins bonne facture.

## Perception au Japon

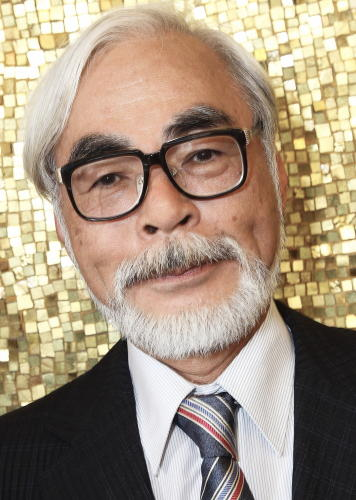
Hayao Miyazaki, fondateur du studio Ghibli.Il est également le réalisateur des nombreux films à succès de ce studio.

Les animes sont très populaires au Japon : en 2001, Le Voyage de Chihiro a battu le record de popularité dans ce pays, devançant le film Titanic,. De ce jour, le record a été battu par le film Demon Slayer: Le Train De L'infini.
Parmi les films qui rencontrent le succès, on peut citer ceux issus du studio Ghibli, fondé par Hayao Miyazaki et Isao Takahata, dont Le Voyage de Chihiro, Le Château dans le ciel, Le Château ambulant, Princesse Mononoké qui peuvent être considérés comme les chefs-d’œuvre du genre.
Très souvent, ils sont en rapport avec un manga : soit l’anime est basé sur un manga à succès, soit un manga est créé à partir d’un anime populaire. Parfois, les deux sont créés en même temps. D’autres séries, comme Medabots, ou plus récemment Tokyo Demon Campus, s’inspirent de jeux vidéo. Enfin, beaucoup d’animes s’inspirent également de visual novels à succès ; on peut ainsi citer Clannad, Fate/stay night, Ef: A Fairy Tale of the Two et Phantom of Inferno, qui se sont vus adaptés en anime à la suite de leur succès commercial.

## Présentation

### Types d’animes
Différents types d’animes sont distingués :
Séries
Elles sont diffusées à la télévision. Si la durée standard d'un épisode est généralement de 24 minutes environ, le nombre d'épisodes total est variable selon les époques.
Dans les années 1960, plusieurs séries d’animes comptent 52 épisodes, comme Speed Racer, et jusqu'à 193 épisodes pour Astro Boy.
Durant les années 1970, Gatchaman s'étalait sur 105 épisodes et Lupin III sur 24.
De la fin des années 1980 au début des années 1990, plusieurs séries ont dépassé la centaine d'épisodes, comme Les Chevaliers du Zodiaque (145 épisodes), Sailor Moon (200 épisodes) ou Dragon Ball (291 épisodes).
À partir du milieu des années 1990, le format en 26 minutes se répand et devient le plus conventionnel. Par exemple Neon Genesis Evangelion (26 épisodes), Cardcaptor Sakura (70 épisodes, 3 saisons) ou Kenshin le vagabond (95 épisodes, 4 saisons).
De longues séries à succès (plusieurs centaines d'épisodes) voient le jour à partir du milieu des années 1990, avec Pokémon, Bleach, One Piece, Naruto, Fairy Tail ou encore Détective Conan.
Films d'animation
Destinés à sortir au cinéma, ils bénéficient des plus hauts budgets.
Original video animation (OVA, anciennement orthographié OAV)
Ce sont des animes produits directement pour la vente en vidéo (physique, aujourd'hui également numérique). Leur qualité technique est souvent meilleure que celle des séries, car les délais sont moins contraignants et le budget plus élevé (pour un public plus ciblé). Ce format permet également la production de programmes à public plus restreint (par exemple pour adultes, avec le Hentaï).
Bien qu'aujourd'hui considérée comme désuète au Japon, l'abréviation « OAV » continue parfois d'être utilisée à l'étranger (cf. Original video animation).
Original net animation (ONA)
Ces productions sont similaires aux OVA, mais spécifiquement destinées à être principalement diffusées sur Internet, par exemple à travers une plateforme payante par abonnement. Ces productions peuvent parfois bénéficier par la suite d'une diffusion vidéo physique (a contrario des OVA dont le support physique est le mode de diffusion premier, ou parfois complété par une diffusion numérique).

### Lexique
Au fil du temps, certains termes (associés aussi au monde du cinéma, mais plus particulièrement issus de mots anglais) se sont introduits dans le jargon des amateurs d'anime :
- Filler : hors-série/hors du contexte du manga original ;
- Fleuve : un anime fleuve est un anime avec un épisode par semaine contrairement aux anime sortant par saisons.
- Préquelle : épisode produit après mais concernant une histoire préalable (par ex. Cube Zero est sorti après Cube et Cube 2) ;
- Séquelle : une suite ;
- Fansub : fait de traduire et de sous-titrer illégalement un épisode sorti au Japon mais pas encore dans son pays. Le fansub est populaire auprès des fans car il permet d'éviter d'attendre l'adaptation des épisodes et de visionner ces derniers en version originale. En effet, nombreux sont ceux qui préfèrent les voix japonaises ;
- Simulcast : Similaire au fansub, le simulcast se différencie par une plateforme légale et un partenariat avec la société d'édition.
- Version Kai : Recoupage des épisodes sous forme de films d'1 à 2 heures pour être plus fidèle à l'histoire originale en virant les hors séries, les génériques et les temps de pauses.
- Semi-hors série : Filler qui fait quand même avancer l'histoire.

### Historique

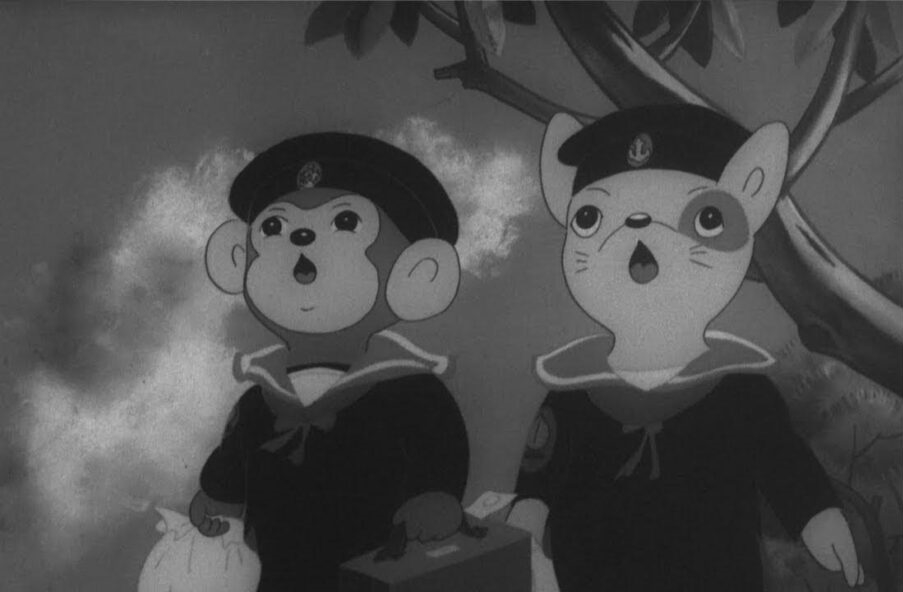
Capture d'écran du film de propagande Momotaro, le divin soldat de la mer (1945), premier long métrage d'animation japonais.

Les prémices du dessin animé se trouvent dans les Pantomimes lumineuses d'Émile Reynaud. Celles-ci sont projetées au musée Grévin à Paris à partir du 28 octobre 1892, grâce au Théâtre optique, appareil complexe qu'Émile Reynaud a breveté en 1888. Plus tard, en 1908, Émile Courtet, dit Émile Cohl, sera considéré comme l'inventeur et le père du dessin animé cinématographique.
L’histoire des animes commence au début du XXe siècle, en 1917, faite par quelques pionniers suivant les traces des Occidentaux, en particulier de France. Après quelques expérimentations, une longue période suivit où la production fut réduite à quelques courts métrages, quelques commandes de l’armée ou des cinémas.
Avec la fin de la guerre, l'industrie cesse d'être anti-américaine et devient le deuxième producteur mondial après les États-Unis.
Dans les années 1950 apparaît la Tōei Dōga ou Toei Animation, le plus gros studio d'animation du Japon. Dans la même décennie, l'industrie japonaise se spécialise pour les deux marchés que sont l'export et le marché local.
Il fallut attendre 1963 pour qu'apparaisse Astro Boy, une série animée adaptée du manga d’Osamu Tezuka : Astro, le petit robot. C'est la première grande série animée dotée de personnages récurrents au sein d’une histoire suivie. Ou bien encore Le Roi Léo (1965), première série animée japonaise en couleur. Tetsujin 28-gō se rendit également célèbre au Japon.
Les années 1970 virent l’explosion de grandes franchises comme Lupin III (1971-1972) et des séries de mecha : Mazinger Z (1972-1974), Yamato (1974-1975), ou bien encore Mobile Suit Gundam (1979-1980). Les années 1980 montrent un fort développement du space opera. On regarde Macross (1982), lequel sera utilisé par Harmony Gold pour créer son Robotech en 1985, Lamu de Mamoru Oshii (1984). Le studio Ghibli fait parler de lui avec Le Château dans le ciel (1986), deux ans après Nausicaä de la vallée du vent (1984), tous deux de Hayao Miyazaki, et les otaku apparaissent. On voit également Le Tombeau des lucioles (1987), Akira (1988) ou Kiki la petite sorcière (1989). Les OAV apparaissent, le hentai également.

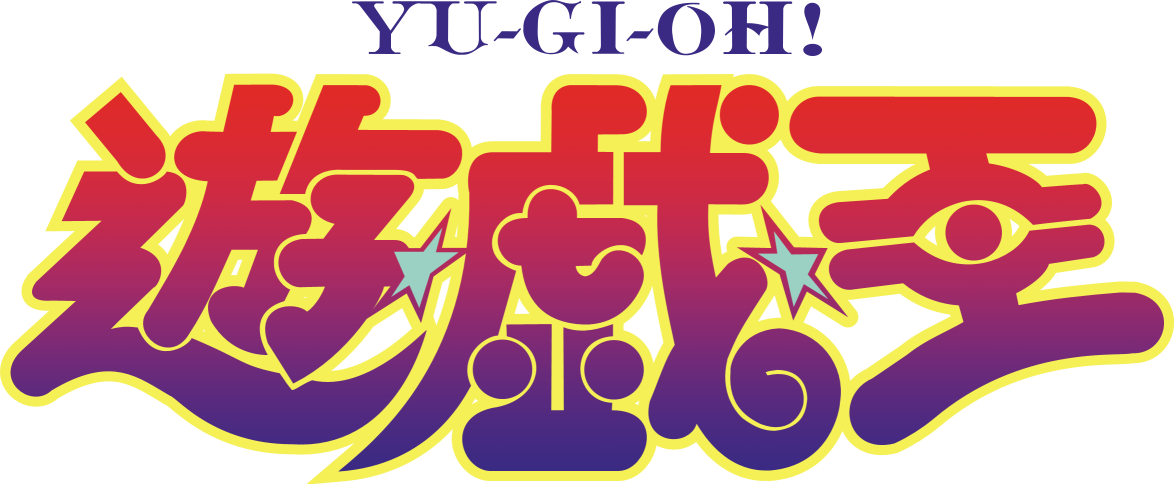
Logo de la série Yu-Gi-Oh! en 1998

Les années 1990 sont marquées par plusieurs œuvres choc, très recherchées : Neon Genesis Evangelion d’Hideaki Anno (1995) abordant des sujets philosophiques, Ghost in the Shell d’Oshii (1995), Cowboy Bebop (1998) ou Serial experiments Lain (1998). La fin des années 1990 et les années 2000 voient un fort retour des œuvres commerciales, utilisant des schémas bien connus, visant essentiellement un public très jeune et ayant fait leurs preuves : Pokémon, Yu-Gi-Oh! (1997), Digimon (1999), Beyblade (2001), ou encore Mahoromatic (2001).
Mais on assiste également à une reconnaissance des animes à travers le monde : le chef-d'œuvre de l'animation Le Voyage de Chihiro reçut le 1er prix ex æquo du Festival du film de Berlin 2002 et gagna l’Oscar du meilleur film d'animation en 2003, et Ghost in the Shell 2: Innocence fut sélectionné pour le Festival de Cannes 2004.
Récemment les animes visent aussi une certaine réalité, notamment ceux ayant pour thème principal le sport, du premier en 1984 (Jeanne et Serge) jusqu'à aujourd'hui (Haikyū, Yuri on Ice et autres). C'est l'un des types d'animes se rapprochant le plus de la réalité par certains aspects, par exemple par les noms des techniques et les sports représentés. On retrouve les aspects japonais primordiaux tels que le respect de la hiérarchie, de la discipline et le sens de l'effort. Tout cela est contrebalancé par des clins d'œil comiques dans les moments sérieux. Avec le temps, ils ont pris de l'ampleur et sont devenus de plus en plus connus jusqu'à inciter des nouvelles vocations.

### Caractéristiques

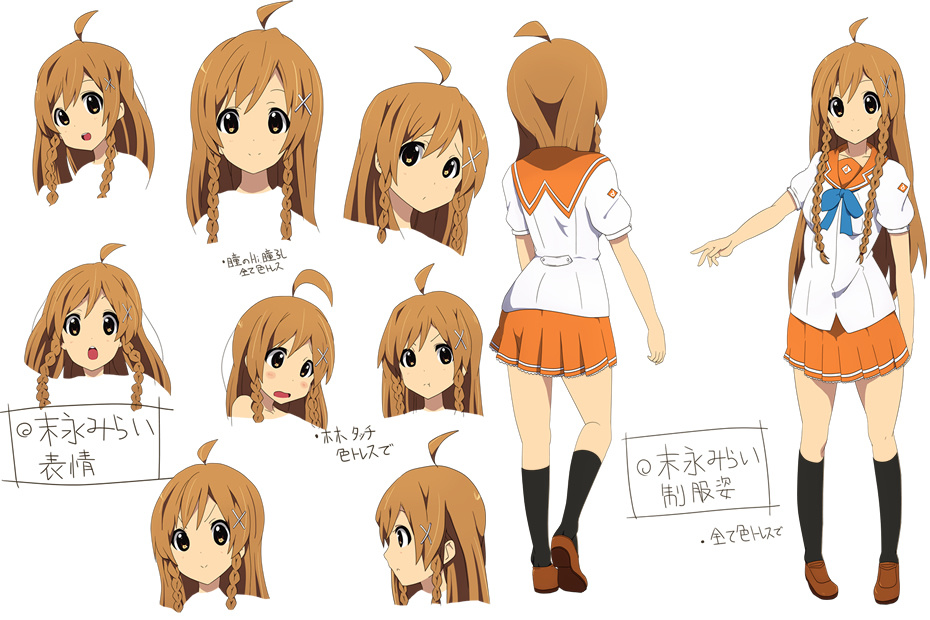
Exemple de conception de personnage danime genré.

Les films d'animation japonais peuvent avoir des caractéristiques particulières sur le public ciblé, sur les techniques de production parfois à bas coût ainsi que sur les questions de genre et de violence.
L'industrie japonaise de l'animation cible un public adulte là où en Occident l'industrie de l'animation cible un public enfantin.
L'industrie japonaise de l'animation bénéficie de technique de production à bas coût, tel que le faible nombre d'images par seconde, ou des plans fixes sur des personnages, qui permettent de réduire le nombre d'images à produire.
Ces bas coûts lui ont permis d'être compétitive pour l'animation d'histoires occidentales. Mais d'autres films d'animations japonais se basent sur des concepts culturels différents.
Sur la question du genre, les films d'animation japonais comptent autant d'héroïnes féminines que de héros masculins, toutefois, ceux-ci sont très genrés.
Sur la question de la violence, les films d'animation japonais ont, en France, eu la réputation de ne pas être adaptés aux émissions pour la jeunesse, en raison de leur caractère violent. Cette question a été défendue par des ministres comme Ségolène Royal.
En langue japonaise, les personnages parlent d'une manière qui laissent transparaître leur archétype, le Yakuwarigo.

## Fabrication

### Non crédités
Du début des années 1980 jusqu’aux années 1990, les maisons de productions franco-américaines Saban et DiC ont eu tendance à supprimer les crédits des auteurs des séries importées ou coproduites.
Ulysse 31, Jayce et les Conquérants de la lumière, Les Mystérieuses Cités d'or sont autant de séries associées à des sociétés de productions occidentales. En réalité, elles étaient produites en collaboration avec des studios japonais tels que Studio Junio, Studio Pierrot ou TMS (Tokyo Movie Shinsha), et des réalisateurs et character designer tels que Shingo Araki ou Michi Himeno.

## Adaptation

### Japanimation
Le terme japanimation regroupe simplement la totalité de l’animation japonaise. Ce terme fut créé du fait de la spécificité de la production locale par rapport à celle du reste du monde. En effet, là où l’animation occidentale est souvent considérée comme destinée aux enfants (en dehors d’œuvres d’auteurs indépendants ou de quelques comédies satiriques comme Les Simpson ou Daria, pour citer les plus connues), l’animation japonaise bénéficie dans ses sujets d’un traitement proche du cinéma en prises de vue réelle, abordant quasiment tous les genres, y compris la pornographie (hentai).

### Arrivée en Europe
Dans les années 1970 arrivent les premières séries japonaises sur la première chaîne de l'ORTF : Le Roi Léo en 1972 et Le Prince Saphir en 1974. Par la suite, des séries issues de collaborations entre compagnies européennes et japonaises sont diffusées : Vic le Viking (1974 ; Wickie en allemand), Maya l’abeille (1975 ; Die Biene Maja en allemand) et Les Trois Mousquetaires (1981, Espagne).
À partir de Goldorak en juillet 1978 et Candy en septembre 1978, diffusés tous deux dans Récré A2 sur Antenne 2 et qui connurent un énorme succès, pulvérisant tous les records d’audience, l’animation japonaise fit une entrée en force[Quoi ?] sur les chaînes de télévision françaises. D’autres séries japonaises cultes furent lancées en 1979 dans l’émission Récré A2, dont Albator, le corsaire de l’espace en 1980 et Capitaine Flam en 1981 sur TF1.
Une deuxième vague de séries animées déferlera avec Tom Sawyer, Rémi sans famille et Cobra, qui marquèrent la période Récré A2.
Au début des années 1980, s'inspirant de ce style graphique de film d'animation, des Français produisirent diverses séries avec succès en s’entourant d’équipes japonaises. Ainsi, Jean Chalopin créa des séries comme Ulysse 31 en 1981, puis Les Mystérieuses Cités d’or en 1982, et Inspecteur Gadget également en 1982. En fait, de très nombreuses séries japonaises sortirent après 1980, mais le genre fut alors noyé dans le flot de l’animation enfantine, les télévisions opérant une sélection drastique dans la production japonaise.

### En France
Avec l’arrivée des chaînes privées, à la suite de la déréglementation de 1986 et la privatisation de TF1 en 1987, la jeunesse devient un enjeu de sensibilisation, et de véritables unités d’émissions jeunesse sont mises sur pied comme le célèbre Club Dorothée d’AB Productions sur TF1. Ces unités jeunesse trouvent dans la production japonaise un flot important de séries, qui plus est, à bas prix. Par ailleurs, la concurrence nouvelle et exacerbée entraîne une recherche de l’émotion et du dynamisme qui trouvera un cadre idéal dans la japanimation, et amènera petit à petit à certaines dérives.
En 1988, alors que la chaîne La Cinq importe Olive et Tom, TF1 réplique le 6 avril avec Les Chevaliers du Zodiaque, série qui deviendra le symbole de l’époque, précédée le 2 mars par la série Dragon Ball. Celle-ci ne connaîtra vraiment le succès que plus tard, dans son second volet, Dragon Ball Z (1990), qui déclenchera une nouvelle vague d’inconditionnels, grands consommateurs de produits dérivés. Cherry Miel, une série contemporaine de Goldorak, a dû attendre quinze ans avant sa diffusion française.
Ces séries ont souvent été décriées pour leur violence. En fait, elles n’étaient pas destinées au public auquel elles ont été présentées (entraînant d’ailleurs une censure, rendant certains épisodes incompréhensibles). En effet, au Japon, il y a une très grande segmentation du manga : les combats de Ken le Survivant n’ont rien à voir avec la candeur ou l’humour de Juliette je t'aime, Lamu, Dr Slump, Le Collège fou, fou, fou ou Une vie nouvelle. Autres séries phares : Nicky Larson, Ranma ½ et Sailor Moon, qui auront un impact similaire à Dragon Ball Z.

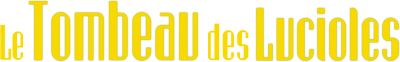
Logo français du film d'animation Le Tombeau des lucioles.

La réception critique de l'animation japonaise en France a connu un tournant au cours des années 1990 avec la sortie sur les écrans de films comme Le Tombeau des lucioles d’Isao Takahata et Perfect Blue de Satoshi Kon. Le festival Nouvelles images du Japon, organisé par le Forum des images à partir de 1999, a contribué à la reconnaissance d’auteurs majeurs comme Hayao Miyazaki, Isao Takahata, Satoshi Kon, Koji Yamamura qui ont été, parmi d'autres, les invités de cette manifestation très suivie par le public et la presse.
Le mot « anime » entre dans l’édition 2014 du dictionnaire Le Petit Larousse et les mots « anime » et « animé » dans l'édition 2021 du Petit Robert.
Aujourd'hui, peu de chaînes diffusent des animes ; on peut noter la chaîne J-One et Game One qui diffusent activement en J+1 plus de 60 animes au 1er janvier 2017, les spectateurs d'animes francophones, qui souhaitent regarder plus que ce que propose la télévision, se tournent vers des sites internet de diffusion en ligne (VOD) comme Netflix, Crunchyroll, ADN ou Wakanim qui proposent un catalogue bien plus fourni que la télévision.

### En Chine

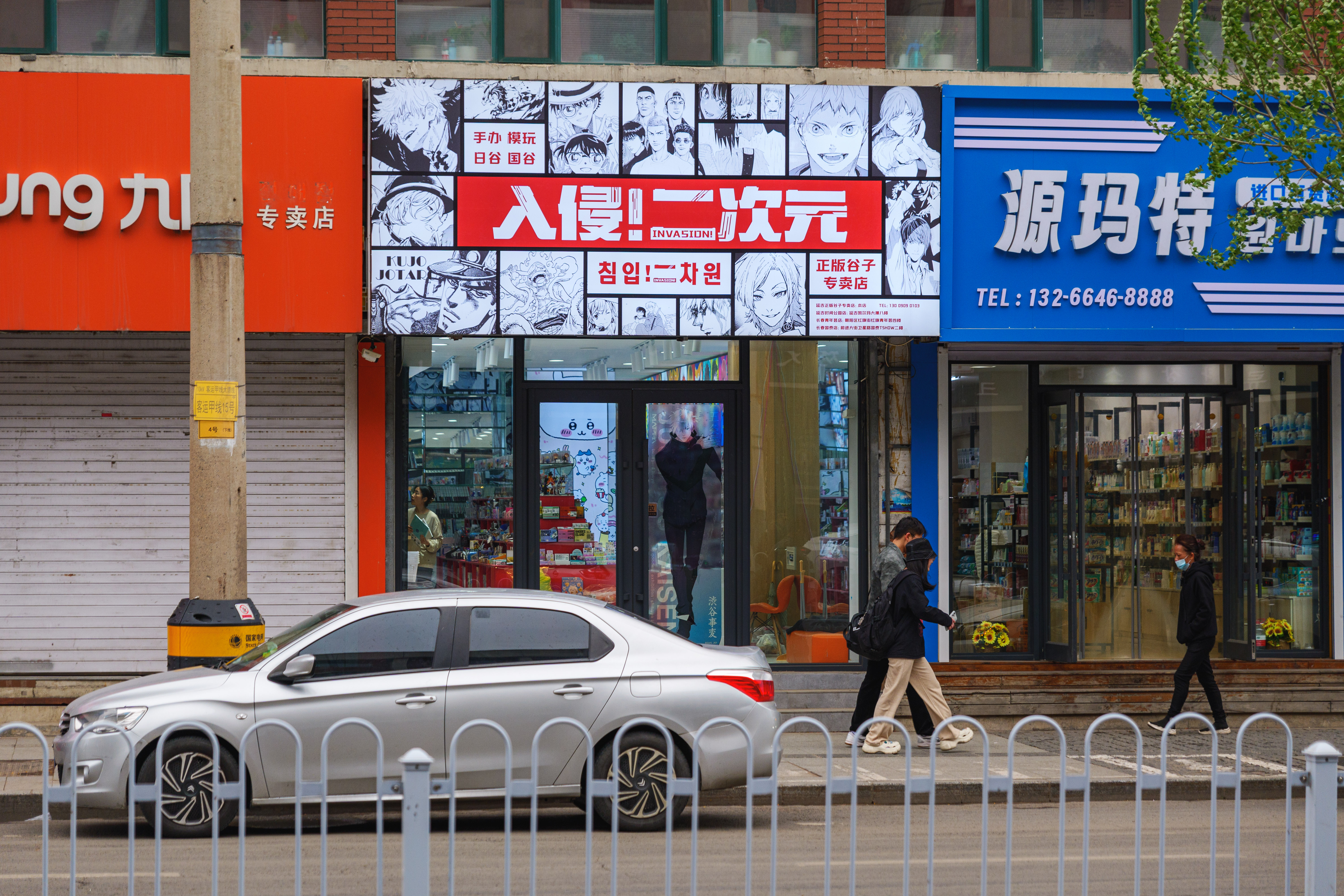
Boutique spécialisée dans les animes japonais, située à Juzijie (Chine).

La diffusion d'anime japonais en Chine débute avec Astro, le petit robot dans les années 1980, mais ne se développe réellement que dans les années 2000 avec des anime pour enfants : Doraemon, Ikkyû-san, Détective Conan, Crayon Shin-chan ou encore Chibi Maruko-chan. Depuis 2006, la diffusion de dessins animés d’origine étrangère aux heures de grande écoute est interdite, ce qui a favorisé le développement d'un marché parallèle, ainsi que de la vente en ligne.

## Principaux réalisateurs
(mai 2019).
Les principaux réalisateurs des anime sont :
- Hideaki Anno (Neon Genesis Evangelion, Nadia, le secret de l'eau bleue, Gunbuster).
- Osamu Dezaki (Ashita no Joe, Ganba no Bōken (en), Rémi sans famille, La Rose de Versailles, Space Adventure Cobra).
- Mamoru Hosoda (Digimon, Notre jeu de guerre!, La Traversée du temps, Summer Wars, Les Enfants loups, Ame et Yuki, Le Garçon et la Bête).
- Makoto Shinkai (La Tour au-delà des nuages, 5 centimètres par seconde, Voyage vers Agartha, The Garden of Words, Your Name).
- Kunihiko Ikuhara (Sailor Moon: les Fleurs maléfiques, Utena, la fillette révolutionnaire, Mawaru Penguindrum).
- Yoshiaki Kawajiri (Manie Manie - segment Le Coureur, Wicked City, Demon City Shinjuku, Midnight Eye Goku, Cyber City Oedo 808, Ninja scroll, Vampire Hunter D: Bloodlust).
- Shōji Kawamori (Macross, Vision d'Escaflowne, Earth Girl Arjuna, Sōsei no Aquarion).
- Satoshi Kon (Perfect Blue, Millennium Actress, Tokyo Godfathers, Paprika et la série Paranoia Agent).
- Leiji Matsumoto (Galaxy Express 999, Capitaine Albator, Yamato, Queen Emeraldas, Gun Frontier, Interstella 5555 avec Daft Punk).
- Hayao Miyazaki (Le Château de Cagliostro, Nausicaä de la vallée du vent, Le Château dans le ciel, Mon voisin Totoro, Kiki la petite sorcière, Porco Rosso, Princesse Mononoké, le Voyage de Chihiro, Le Château ambulant).
- Daisuke Nishio (Dragon Ball, Dragon Ball Z, Pretty Cure (2004-2006)).
- Kenji Kamiyama (Ghost in the Shell: Stand Alone Complex, Seirei no moribito, Eden of the East).
- Mamoru Oshii (Ghost in the Shell, Patlabor, L'Œuf de l'ange, Ghost in the Shell 2: Innocence, The Sky Crawlers).
- Katsuhiro Ōtomo (Manie Manie - segment Stopper le travail!, Akira, Steamboy).
- Rintarō (Galaxy Express 999, Manie Manie - segment Labyrinthe, Metropolis).
- Jun'ichi Satō (Sailor Moon, Junkers Come Here, Magical Dorémi, Kaleido Star).
- Isao Takahata (Goshu le violoncelliste, Le Tombeau des lucioles, Omohide poro poro, Pompoko, Mes voisins les Yamada, Kié la petite peste).
- Osamu Tezuka (Tableaux d'une exposition, La Légende de la forêt).
- Yoshiyuki Tomino (Yūsha Raideen, Mobile Suit Gundam, Space Runaway Ideon (en)).
- Shinichirō Watanabe (Cowboy Bebop, Samurai champloo, Animatrix, Macross Plus).
- Shigeyasu Yamauchi (Tenkai-hen Josō: Overture, Casshern Sins, A Town Where You Live).
- Taiji Yabushita (1903-1986).
- Zenjirō Yamamoto (1898-1981).
- Tetsurō Araki (Death Note, Highschool of the Dead, L'Attaque des Titans).
- Tatsuo Yoshida (Speed Racer, Gatchaman).
- Yasuomi Umetsu (en) (Domination nakite, Mezzo Forte (en), Wizard Barristers (en)).
- Masami Kurumada (Saint Seiya).

## Principaux studios de production
- 4 °C
- A-1 Pictures
- Aniplex
- Artland
- Bee Train
- Bones
- Deen
- Gainax
- Ghibli
- Gonzo Digimation
- J. C. Staff
- Kyoto Animation
- Madhouse
- MAPPA (studio)
- Mushi Production
- Nippon Animation
- P.A. Works
- Pierrot
- Production I.G
- Satelight
- Shaft
- Sunrise
- Tatsunoko Production
- Tezuka Productions
- Tōei animation
- Trigger
- Ufotable
- Wit Studio
- Xebec

## Seiyū
Les Seiyū sont les comédien(ne)s spécialisé(e)s dans le doublage des animes. Ils sont, au Japon, considérés comme de véritables stars et sont très populaires, considéré comme de véritables artistes en apportant sa propre interprétation du personnage.

## Compositeurs de musique pour anime
Les musiques d’anime, appelées anison (pour anime song), sont souvent éditées en CD séparés, singles et albums, à destination des fans des séries. Certaines musiques sont parvenues en tête du classement Oricon (l’équivalent du Top 50), tel que Hare hare yukai, ending de Suzumiya Haruhi no yūutsu. Les artistes font aussi parfois des CD regroupant toutes les anison qu’ils ont pu faire.
La plupart des musiques d’anime sont tirées d'un titre ou d'un album d'un groupe de Jpop ou Jrock du moment, sollicité au départ par les studios d'animation : les morceaux présentés sont souvent plus courts, voire légèrement modifiés, par rapport aux morceaux originaux (citons par exemple le titre Tough Boy de TOMCAT, générique de début de l’anime Hokuto no Ken saison 2. Le succès, pour ces groupes, dépend de celui de la série, mais est généralement au rendez-vous au moins à court terme, bénéficiant ainsi d'une publicité inespérée. Les animes utilisent donc souvent des gens de talent et, parfois, en découvrent, comme Asian Kung-Fu Generation (révélé par Fullmetal Alchemist) ou Orange Range.
Parmi les principaux compositeurs de ces musiques, on peut citer :
- ALI PROJECT
- Kentarō Haneda
- Joe Hisaishi
- Taku Iwasaki
- Yuki Kajiura
- Yōko Kanno
- Kenji Kawai
- Shunsuke Kikuchi
- Yūji Ōno
- Shirō Sagisu
- Toshihiko Sahashi
- Takanashi Yasuharu
- Seiji Yokoyama